# Brunkronad bågnäbb
Brunkronad bågnäbb (Pomatostomus ruficeps) är en fågel i familjen bågnäbbar inom ordningen tättingar.

## Utseende
Brunkronad bågnäbb är en stor och väl synlig tätting med en lång och nedåtböjd näbb. På huvudet syns en grå mask över ett mörkt öga, kastanjebrun hjässa och ett vitaktigt ögonbrynsstreck. Den är vidare vit på strupe och bröst med en svart kant som sträcker sig till övre delen av buken, medan nedre delen av buken och undergumpen är svart. På vingarna syns ett ljust vingband.

## Utbredning och systematik
Fågeln förekommer i arida skogsområden i öst-centrala Australien. Den behandlas som monotypisk, det vill säga att den inte delas in i några underarter.

## Levnadssätt
Brunkronad bågnäbb hittas i öppet och torrt skogslandskap. Den födosöker mestadels på marken i ljudliga flockar.

## Status
Arten har ett stort utbredningsområde och beståndet anses vara stabilt. Internationella naturvårdsunionen IUCN listar den därför som livskraftig (LC).

## Övrigt
Arten har observerats kombinera ljud för att få olika funktionella betydelser, något som tidigare inte har kunnat bevisats hos djur.